# جاك فابر
جاك فابر (بالإنجليزية: Jack Faber)‏ هو مدرب كرة سلة أمريكي، ولد في 13 يناير 1903 في هاريسبرج في الولايات المتحدة، وتوفي في 14 يناير 1994.